# Philippe Cassard
Philippe Cassard (Besanzón, 12 de septiembre de 1962) es un pianista francés.

## Trayectoria
Formado en el Conservatorio de París, Philippe Cassard obtiene en 1982 dos primeros premios en piano (clase de Dominique Merlet) y música de cámara (clase de Geneviève Joy-Dutilleux). Luego pasó dos años en Viena (1983-85) en la Hochschule für Musik (recibiendo clases de Hans Graf y Erik Werba). Después de haberse perfeccionado con Nikita Magaloff, ganó el Concurso Clara-Haskil, luego ganó en 1988 el Concurso Internacional de Dublín.
Hizo su debut en concierto en París en 1985 con la cantante Christa Ludwig.
Su carrera internacional lo ha llevado a Europa, Australia, Canadá, Japón, China, Sudamérica y Rusia. Toca con las principales orquestas británicas (City of Birmingham Symphony Orchestra, Filarmónica de Londres, Royal Philharmonic, Orquesta de Cámara Inglesa, Orquesta Hallé y de la BBC de Mánchester, Ulster Orchestra) bajo la dirección de Neville Marriner, Alexander Gibson, Vladimir Fedoséyev, Yan Pascal Tortelier, Armin Jordan, Thierry Fischer, Charles Dutoit, Emmanuel Krivine, Rico Saccani, Alexander Anissimov, etc.
Es invitado regularmente a festivales como La Roque d'Antheron, Kuhmo, Lincoln, Pharos Trust, West Cork, Besançon o La Folle Journée.
Interpreta música de cámara con Natalie Dessay, Karine Deshayes, Angelika Kirchschlager, Stéphanie d'Oustrac, Wolfgang Holzmair, Donna Brown, Isabelle Faust, David Grimal, Anne Gastinel, Diemut Poppen, Matt Haimovitz, Christophe Desjardins, el quinteto de viento Moraguès, los cuartetos Ysaÿe, Takács, Ébène, Modigliani, Voce, Danés, o Chilingirian.
El nombre de Philippe Cassard está estrechamente relacionado con Debussy, del que grabó la integral para piano en 1994, y la interpretó en cuatro conciertos en Besançon, París, Marsella, Angulema, Londres, Dublín, Sídney, Tokio, Lisboa , Vancouver y Singapur. Ha grabado varios discos dedicados a Schubert, aclamados unánimemente por los críticos internacionales. En 2010, se lanza su grabación de los Klavierstücke opus 116 a 119 de Brahms.
Fue honrado en 2006 por Editor's Choice de la revista Grammophone por su grabación de Schumann.
En 2012 emergen varios proyectos relacionados con Debussy: Obra completa para piano en un solo día (Lieja Filarmónica, Lille Piano Festival, Verano de Toulouse, París Salle Gaveau). Un álbum en colaboración con la soprano Natalie Dessay en un programa que incluirá melodías juveniles de las cuales 4 no publicadas hasta la fecha, y la cantata La doncella elegida, que presentan en recitales en el Wigmore Hall de Londres, en la Salle Pleyel de París, el Victoria Hall de Ginebra, en la Halle aux Grains de Toulouse, el Corum de Montpellier. Finalmente la publicación de un álbum a 4 manos y 2 pianos (Preludio a la siesta de un fauno, Petite suite, Blanco y negro, Lindaraja, Primera Suite Orquestal, inédita en disco) con el pianista François Chaplin.
En 2013, es invitado a las Folles Journées de Nantes, Bilbao y Tokio / Kanazawa.
Se convirtió en asesor de programación del festival de música de la Abadía de Fontdouce (Charente-Maritime).
En 2014, Philippe Cassard y Natalie Dessay actúan en salas y festivales de prestigio: Jordan Hall (Boston), el Carnegie Hall (Nueva York), Suntory Hall (Tokio), Salle Gaveau (París), el Flâneries de Reims, así como en Seúl, Montreal, Quebec y San Francisco. Grabaron un segundo CD con melodías de Duparc, Fauré, Chausson y Poulenc.
Philippe Cassard vuelve a Schubert, con la Sonata D959 y obras para piano a 4 manos (Fantasía D940, D947, D951, Lebensstürme Rondo) en compañía del pianista suizo Cédric Pescia. Esta grabación ha recibido numerosos premios: "FFFF" Télérama "Joker" Crescendo (Bélgica), "Maestro", "Clash of the Year" Classica.
Philippe Cassard fue director artístico de los Festivales de Gerberoy (1997-2003) y Noches románticas en el lago de Bourget (1999-2008) a los que invita a artistas como Martha Argerich, Radu Lupu, Aldo Ciccolini, Jordi Savall, el Cuarteto Alban Berg, Felicity Lott, Augustin Dumay, Leif Ove Andsnes, Nelson Freire, Paul Meyer, André Dussollier, la Orquesta Filarmónica de la BBC, Nacional de Francia ...
Una caja de 6 CD reúne a algunas de las grabaciones que ha dedicado a Schubert en 2011 (France Musique / Harmonia Mundi) y ganó el Gran Premio de la Academia Charles Cros. En 2015, apareció otra caja de 6 CDs, esta vez dedicada a Debussy.
Desde 2006 hasta 2016 produce y presenta los sábados por la mañana 432 programas « Notes du traducteur », en France Musique y desde 2016 el programa « Portraits de famille ».
Desde septiembre de 2014, colabora en el programa France avec Dessay en France Inter, en el que ofrece la programación musical.
Ha impartido clases magistrales desde 2008 en el Royal Northern College of Music en Mánchester (Visiting Tutor), así como en la Academia Tibor Varga en Sion (Suiza) durante el verano. Ha sido miembro del jurado en los concursos internacionales de Ginebra, Épinal, Dublín, Melbourne.
Philippe Cassard es autor de un ensayo sobre Schubert (Actes Sud - Classica, 2008) y un libro de entrevistas con Jean Narboni y Marc Chevrie Deux Temps Trois Movements (Capricci, 2012) dedicado a la música y el cine. Escribe en un blog del periódico La Croix.

## Distinción
Chevalier de l'Ordre national du Mérite (1999) de Francia.

## Discografía selecta
- Schubert: Sonata D959 + Fantasy D940, Lebensstürme D947, Rondo D951 con Cédric Pescia (The Dolce Volta, 2014)
- Debussy: Melodies, con Natalie Dessay, soprano (Virgin's Classics, 2012)
- Debussy: Obras para piano a 4 manos y 2 pianos, con François Chaplin (Decca, 2012)
- Johannes Brahms: Klavierstücke op. 116-119 (2010)
- Franz Schubert: 4 Impromptus D899, 4 Impromptus D935, 2 Lieder transcritos por Liszt (2008)
- Robert Schumann: Fantasiestücke Op. 12, Kinderszenen Op. 15, Grande Humoresque Op. 20 (2004)
- Jean Françaix: Concertino, con la Orquesta del Ulster, dirigida por Thierry Fischer (2004)
- Franz Schubert: Sonata D960 en Si bemol mayor, Sonata D664 en el Mayor (2002)
- Victor Hugo, poemas música, con Marie Devellereau, soprano (melodías de Bizet, Faure, Saint-Saens, Lalo, Hahn, Liszt, Britten, Donizetti)
- En las puntas de los dedos: obras de Scarlatti, Bach, Schubert (Impromptu op.142 / 1), Chopin (Estudio Preludio), Schumann (Arabesque primer movimiento del Trío menor), Debussy (Tocata, Jardines bajo la lluvia ), Smetana (final del Trío en Sol menor). con la participación de David Grimal (violín) y Henri Demarquette (chelo)
- Debussy: Preludios (libros 1 y 2), Imágenes (libros 1 y 2), Impresiones, Imágenes olvidadas, L'Isle Joyeuse
- Open House: música del siglo XX con Matt Haimovitz, chelo: Debussy, Sonata - Britten, Sonata op. 65 - Webern, 3 pequeñas piezas op. 11

## Publicaciones
- Franz Schubert, Actes Sud, 2008
- Dos tiempos, tres movimientos. Un pianista en el cine, entrevista con Marc Chevrie y Jean Narboni, Capricci, 2012